# Kiški pogost
Kiški pogost je povijesna lokacija iz 17. stoljeća na otoku Kiži, koji se nalazi u Oneškom jezeru u Rusiji.
Najraniji spomen crkava na otoku Kiži su iz 1563. godine koji navode raniji opis dvije drvene crkve s tornjem na južnom dijelu otoka iz 1496. godine. te prve crkve su imale piramidalne krovovoe, ali su izgorjele u požaru u 17. stoljeću.
Prva crkva koja je podignuta poslije požara, i najstarija na otoku, je Crkva posredovanja Bogorodice (церковь Покрова Богородицы) iz 1694. godine koja je bila u funkciji i grijana tijekom cijele godine. God. 1764., ona je obnovljena u danšnji oblik s devet kupola. Iznutra je ukrašena ikonama lokalnih umjetnika iz 17. i 18. stoljeća.
Crkva Isusova Preobraženja (Церковь Преображения Господня) je izgrađena 1714. godine unutar palisadnih obrambenih zidina, a ubrzo je dodan i zvonik čime je završeno oblikovanje Pogosta. Crkva Preobraženja stoji na tri stuba, visoka je 37 metara i ima jedinstvene 22 lukovičaste kupole, zbog čega je često uspoređuju s Crkvom Vasilija Blaženika u Moskvi. U njoj se nalazi kolekcija ikonostasa iz raznih crkava.
Najstarija crkva na otoku je Crkva Uskrsnuća sv. Lazara (1390.) koja je prenesena iz Manastira Murom u Pudožu. Mala crkva je pravokutna i visoka samo 3 metra u srednjem, višem dijelu s tornjićem; promjera je 9 x 3 m, i ima izvorni ikonostas od 17 ikona naslikanih od 16. do 18. stoljeća.
Crkva Arhanđela Mihovila, prenesena iz sela Lelikozero, je izdužena s dvostrukim krovom iznad oltara, te tornjem s piramidalnim krovom iznad portala. Njen ikonostas ikona iz 17. i 18. stoljeća je smješten na dva stuba.
Sve crkve su izgrađene na kamenim osnovama, bez dubokih temelja, od greda bora dugih od 3 do 5 metara i promjera oko 30 cm. Samo donošenje građe na otok je bio veliki poduhvat tog doba. Grede su sječene i oblikovane tako da se uklapaju jedna u drugu bez ćavala, na utor i zator. Ravni krovovi su prekriveni daskama od smreke, a kupole daskama od topole.

## Galerija
- Kiški pogost
- Kupole Crkve Preobraženja
- Unutrašnjost crkve
- Vjetrenjača i Kapela sv. Arhanđela Mihovila
- Kapela sv. Arhanđela Mihovila

## Vanjske poveznice
|  | Zajednički poslužitelj ima još gradiva o temi Kiški pogost |